# (242523) Kreszgéza
(242523) Kreszgéza, désignation internationale (242523) Kreszgeza, est un astéroïde de la ceinture principale.

## Description
(242523) Kreszgeza est un astéroïde de la ceinture principale. Il fut découvert le 5 janvier 2005 à Piszkesteto par Krisztián Sárneczky. Il présente une orbite caractérisée par un demi-grand axe de 2,66 UA, une excentricité de 0,13 et une inclinaison de 8,5° par rapport à l'écliptique.

## Compléments